# Upjohn (Unternehmen)

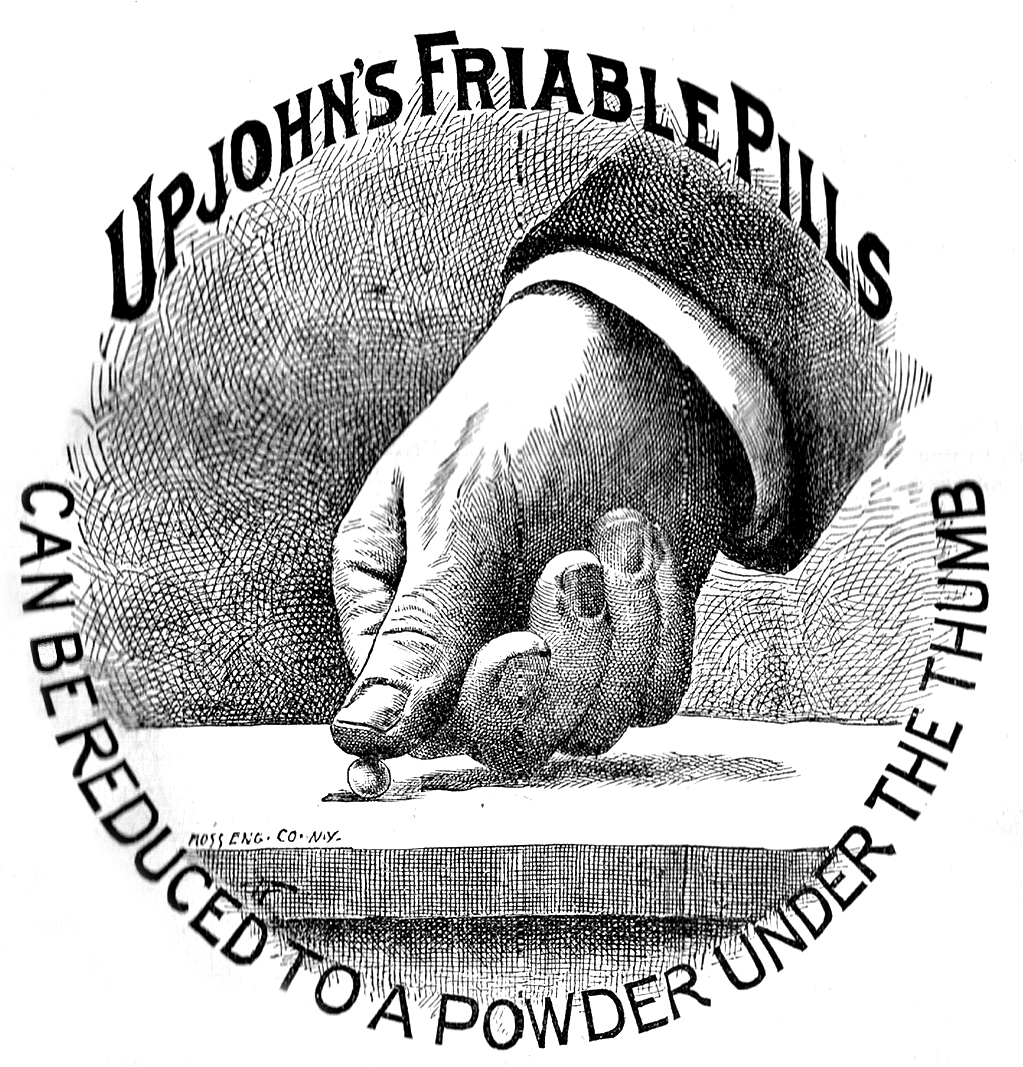
Logo von Upjohn Pill & Granule

The Upjohn Company war ein US-amerikanisches pharmazeutisches Unternehmen, das im Jahr 1886 von William E. Upjohn in Kalamazoo gegründet wurde. Dieser hatte im Jahr 1875 seinen Abschluss an der medizinischen Fakultät der University of Michigan gemacht. Das Unternehmen wurde ursprünglich zur Herstellung von friable pills gegründet, welche zur leichteren Verdauung entwickelt wurden. Sie konnten „unter dem Daumen zu einem Pulver zerkleinert“ werden, was damals ein starkes Marketingargument war.
1995 schloss sich Upjohn mit Pharmacia zu Pharmacia & Upjohn zusammen, welches nun im Besitz von Pfizer ist.

## Geschichte

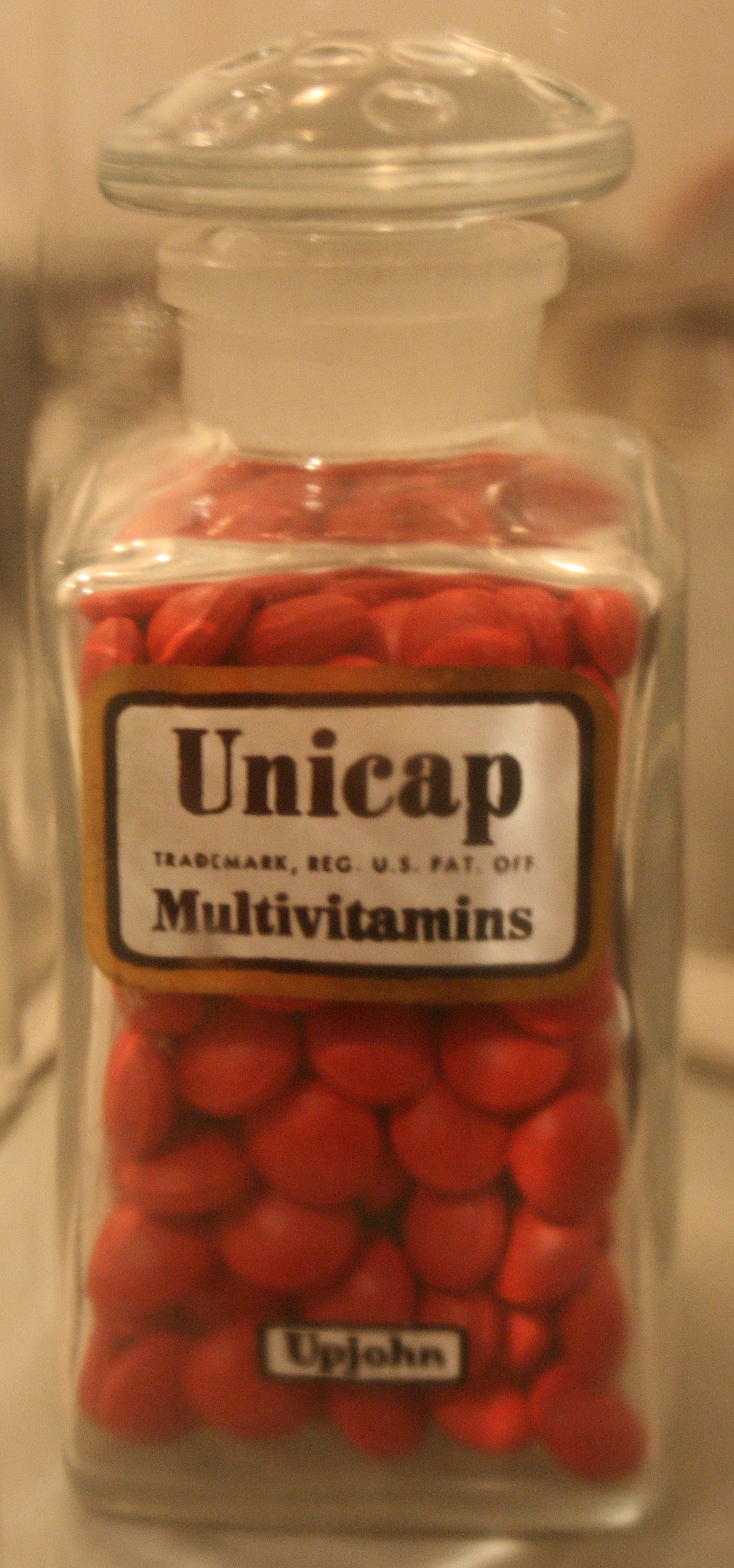
Unicap, ein Multivitaminprodukt von Upjohn

Upjohn entwickelt ein Verfahren zur großindustriellen Herstellung von Cortison. Das Steroid benötigt für seine biologische Aktivität zwingend ein Sauerstoff an der elften Position. Es gibt jedoch keine natürlichen Ausgangsstoffe, die über diese Konfiguration verfügen. Bis 1952 war der einzige Ausgangspunkt zur Herstellung der Substanz eine langwierige Synthese, bei der zunächst Cholsäure aus der Galle isoliert wurde. 1952 gaben die zwei für Upjohn tätigen Biochemiker Dury Peterson und Herb Murray bekannt, dass sie in der Lage seien, das erforderliche Sauerstoffatom durch Fermentation des Steroids Progesteron mithilfe eines gewöhnlichen Schimmelpilzes der Gattung Rhizopus einzufügen. In den darauf folgenden Jahren entwickelte eine Gruppe von Chemikern unter John Hogg einen Prozess zur Gewinnung von Cortison aus dem Sterin Stigmasterin aus Sojabohnen. Die mikrobiologische Oxygenierung ist hierbei von besonderer Bedeutung.
Später gelang es Upjohn zusammen mit der Schering AG, Cortison mittels bakterieller Fermentation biochemisch in das aktivere Steroid Prednison umzuwandeln. In der chemischen Forschung ist das Unternehmen für die Entwicklung der Upjohn-Dihydroxylation durch V. VanRheenen, R. C. Kelly und D. Y. Cha im Jahre 1976 bekannt. Die bekanntesten Arzneimittel des Unternehmens vor dem Aufkauf durch Pfizer waren Xanax, Halcion, Motrin, Lincocin und Rogaine.
Im Jahr 2015 hat Pfizer Upjohn als Namen für eine Abteilung reaktiviert, die Arzneimittel herstellt, deren Patente abgelaufen sind (Generika). 2019 plante das Unternehmen, sich im Jahr 2020 von diesem Geschäft zu trennen. Nach kartellrechtlicher Prüfung durch die EU-Kommission, wurde die Fusion von Mylan und Upjohn vollzogen, woraus Viatris entstand.